# Aagje Deken
Aagje Deken (Agatha Deken) (Amstelveen, 10 de dezembro de 1741 - Haia, 14 de novembro de 1804) foi uma escritora neerlandesa. A parte mais significativa de sua obra, responsável por uma transformação radical da prosa literária em neerlandês, foi criada em colaboração com a amiga Betje Wolff, A história da senhorita Sara Burgerhart (1782).